# O Senhor dos Anéis: Os Anéis de Poder
O Senhor dos Anéis: Os Anéis de Poder (título original, The Lord of the Rings: The Rings of Power) é uma série de televisão via streaming estadunidense produzida com base no romance de fantasia O Senhor dos Anéis e seus apêndices de J. R. R. Tolkien. Foi desenvolvida por J. D. Payne e Patrick McKay para o serviço de streaming Prime Video. A série se passa na Segunda Era da Terra-média antes dos acontecimentos do romance e dos filmes de O Senhor dos Anéis. A Amazon Studios é responsável pela produção em cooperação com a Tolkien Estate, Tolkien Trust, HarperCollins e New Line Cinema. Payne e McKay atuam como os showrunners do projeto.
A Amazon comprou os direitos televisivos de O Senhor dos Anéis por 250 milhões de dólares em novembro de 2017, assumindo um compromisso de produção de cinco temporadas no valor de pelo menos 1 bilhão de dólares. Isso a tornaria a série de televisão mais cara de todos os tempos. Payne e McKay foram contratados para desenvolver a série em julho de 2018, com o resto da equipe criativa confirmada um ano depois. A seleção aconteceu em todo o mundo, com Robert Aramayo liderando um grande elenco. As filmagens começaram em fevereiro de 2020 em Auckland, Nova Zelândia, depois que negociações entre a Amazon e o governo da Nova Zelândia garantiram que a série pudesse ser produzida no país onde a trilogia de filmes foi feita. A produção foi suspensa em março devido à pandemia de COVID-19, mas foi retomada em setembro.
A primeira temporada de oito episódios estreou no Prime Video em 1 de setembro de 2022. A série teve uma recepção mista por parte dos críticos, com elogios particularmente para a sua cinematografia, visual e trilha sonora, mas críticas foram direcionadas ao ritmo e caracterização. Uma segunda temporada foi formalmente encomendada em novembro de 2019.

## Premissa
Situado na Segunda Era da Terra-média, milhares de anos antes dos eventos de O Hobbit e O Senhor dos Anéis, a série segue um elenco de personagens que enfrentam o ressurgimento do mal na Terra-média.

## Elenco e personagens
Abaixo contém a lista de atores e personagens considerados como principais da série no perfil oficial da mesma no Prime Video, e em outras fontes.
- Morfydd Clark como Galadriel[6]: Uma lendária elfa guerreira e Comandante das Forças do Norte. Ainda longe de ser a sábia e etérea Senhora de Lórien, esta Galadriel bem mais jovem é teimosa e persistente - e obcecada em caçar um mal furtivo.[7] A elfa também tem a habilidade de proteger sua mente de possíveis invasões malignas e pode prever o futuro.[8]
  - Amelie Child-Villiers interpreta uma jovem Galadriel
- Robert Aramayo como Elrond: Um arquiteto e político meio élfico. Elrond escolheu a imortalidade,  enquanto seu irmão Elros preferiu a vida mortal e se tornou o primeiro Rei de Númenor, a quem Elrond viu envelhecer e morrer. A grandeza corre nas veias de Elrond, mas ele ainda não achou seu lugar no mundo.[7] Elrond é conhecido por manter o diálogo e as velhas alianças unidas, sem precisar usar a força para resolver as coisas.[9]
- Ismael Cruz Córdova como Arondir: Um Elfo-Silvestre, um ramo dos Elfos-da-floresta que nunca saiu da Terra-média rumo a Valinor. Um soldado que cresceu nas submersas terras de Beleriand e passou quase um século vigiando os Homens das Terras do Sul, cujos ancestrais se aliaram ao mal muito tempo atrás. A longa vigilância dos Elfos chegou ao fim, mas Arondir se apegou ao povo, e principalmente à curandeira Bronwyn.[7] Arondir foi criado para a série e Córdova é o primeiro homem negro a interpretar um elfo em adaptações de Tolkien.[10]
- Charles Edwards como Celebrimbro: Um antigo príncipe Ñoldorin e o último na linhagem da Casa de Fëanor, que vivia na Terra-Média.[11] Durante a Segunda Era, se tornou um artesão visionário e um Senhor Élfico de Eregion, que planeja executar uma grande obra que transformará a Terra-média em um lugar cuja beleza vai se equiparar até mesmo ao encanto de Valinor.[7]
- Benjamin Walker como Gil-galad: O Alto-Rei Gil-galad é um poderoso, pragmático e sábio guerreiro e rei élfico. Governando em Lindon, a capital élfica, ele luta por um futuro promissor para todos os Elfos.[7] Embora a paz pareça prosperar, Gil-galad mantém um ceticismo sobre a aparente falta do mal na Terra-média.[12]
- Cynthia Addai-Robinson como Tar-Míriel: A Rainha Regente do Reino da Ilha de Númenor, Míriel governa de forma interinamente no lugar do pai que está doente.[7] Embora o reino esteja no auge de suas riquezas e poder, Míriel tem um profundo amor por sua terra natal, mas está preocupada com as tensões que se aproximam.[13]
- Lloyd Owen como Elendil: Capitão da Guarda do Mar númenóreana, Elendil se sente mais em paz quando navega. Viúvo, seus filhos já estão crescidos e começando um novo capítulo na vida, lançando a própria vida de Elendil em águas desconhecidas.[7] Ele formará uma aliança futura com os elfos para impedir que um grande mal se espalhasse pela Terra-média. Seu nome se traduz "Amigo de Elfo".[14]
- Trystan Gravelle como Pharazôn: Um respeitado estadista númenóreano e braço direito da Rainha-Regente Míriel, que, apesar disso, consegue ser um homem do povo. Só que, sob sua atitude ponderada, ele nutre grandes ambições para Númenor.[7]
- Ema Horvath como Eärien: A filha talentosa e ambiciosa de Elendil, e irmã de Isildur. Embora todos compartilhem um forte vínculo, em um reino cheio de complexas tensões políticas e sociais, Eärien descobre que suas convicções podem não ser as mesmas de sua família.[7]
- Maxim Baldry como Isildur: Um jovem cujo futuro já foi traçado pelos outros. Logo ele assumirá seu lugar ao lado do pai, Elendil, na Guarda do Mar de Númenor. Só que ele não tem certeza se esse é o futuro que deseja para si, então se questiona se há outro caminho a seguir.[7]
- Leon Wadham como Kemen: Um jovem númenóreano arrogante, porém encantador, que almeja ganhar a aprovação do pai, Pharazôn - talvez indo longe demais para provar lealdade aos ideais do pai.[7]
- Nazanin Boniadi como Bronwyn: Uma mãe solteira e curandeira das Terras do Sul que tem uma inteligência e curiosidade jamais valorizadas por aqueles a seu redor. Mas tem alguém que reconhece suas qualidades: o soldado Elfo Arondir. [7]
- Charlie Vickers como Halbrand: Um "Homem inferior" das Terras do Sul, um náufrago astuto fugindo de seu passado - e possivelmente de seu destino.[7]
- Tyroe Muhaffidin como Theo: O filho único de Bronwyn que cresceu sob a vigilância de Elfos que não veem nada além do legado do mal de seu povo. Enquanto encara questões pessoais e busca provar seu próprio valor, ele se vê tentado por uma descoberta sombria.[7]
- Markella Kavenagh como Elanor "Nori" Brandepé: Uma Pé-Peludo que faz parte de uma comunidade migratória e ancestral dos Pequenos que mais tarde dará origem aos Hobbits. Uma sonhadora nata, Nori anseia por aventuras além dos limites restritos do perigoso mundo dos Pequenos.[7] Ela acaba descobrindo a área onde o Estranho pousou, pois acreditava que esse era um propósito maior que ela precisava perseguir.[15]
- Megan Richards como Papoula "Poppy" Proudfellow: Papoula é uma órfã que sofreu uma grande perda e teve que amadurecer rápido. Ela é a amiga do peito de Nori. Papoula é curiosa, leal, e enfrentará ao lado da amiga tudo que vier - até as suas travessuras.[7]
- Dylan Smith como Largo Brandepé: O bondoso pai de Nori e um fabricante de rodas que cede aos devaneios da filha mais do que deveria.[7]
- Sara Zwangobani como Calêndola Brandepé: Madrasta carinhosa de Nori, dedicada à sobrevivência da família e a manter os pés de Nori no chão. Ela já teve o espírito aventureiro da filha, mas aprendeu da forma mais dura que os sonhos da juventude devem, um dia, ser substituídos pelas necessidades da realidade.[7]
- Lenny Henry como Sadoc Covas: O líder sábio dos Pés-Peludos que encontra as trilhas e guia a comunidade à segurança na migração anual. Ele detém a sabedoria de gerações e é encarregado de guardar os segredos escondidos nas estrelas.[7] Sadoc é um novo personagem que foi criado para a série e não é canônico.[16]
- Daniel Weyman como O Estranho: Um homem aparentemente sem nome, que misteriosamente caiu do céu dentro de um meteoro. Ele parece ter alguns poderes mágicos, mas não fala a língua de Nori, então suas origens não são claras.[14]
- Owain Arthur como Durin IV: Um príncipe anão ranzinza, mas longe dos olhares alheios, ele é afetuoso, atencioso e barulhento. Como herdeiro do trono de Khazad-dûm, ele almeja o dia em que poderá deixar sua marca no mundo.[7] Durante a Segunda Era o reino subterrâneo dos anões está prosperando, graças às riquezas escondidas na montanha onde os anões residem.[14]
- Sophia Nomvete como Disa: Esposa do príncipe Durin e futura rainha, ela é uma anã carinhosa e simpática com um dom especial de cantar para a montanha para localizar certos minérios e descobrir onde é seguro cavar.[7] Disa é a primeira anã feminina já retratada em uma adaptação de Tolkien.[14]

## Episódios

### 1ª temporada (2022)
| N.º na série | N.º na temp. | Título                                                                    | Dirigido por         | Escrito por                                                                          | Lançamento             |
| --- | ------------ | ------------------------------------------------------------------------- | -------------------- | ------------------------------------------------------------------------------------ | ---------------------- |
| 1 | 1            | "Shadow of the Past" "Sombras do Passado" (BR) "A Sombra do Passado" (PT) | J. A. Bayona         | História por : J. D. Payne & Patrick McKay Roteiro por : J. D. Payne & Patrick McKay | 1 de setembro de 2022  |
| Depois que o Lorde das Trevas Morgoth foi derrotado, o elfo Finrod morreu procurando por seu servo Sauron. A irmã de Finrod, Galadriel, prometeu continuar a busca, e por várias décadas encontra uma fortaleza abandonada nas terras áridas do norte de Forodwaith que carrega a marca de Sauron. Seus companheiros insistem que eles voltem para a capital élfica Lindon, onde o Alto Rei Gil-galad proclama que a guerra contra as forças de Morgoth acabou. Ele concede a Galadriel e sua tropa a honra de navegar para Valinor, onde podem viver uma vida eterna em paz. Nas Terras do Sul da Terra-média, os Elfos vigiam os Homens descendentes dos aliados de Morgoth. Para a desaprovação dos outros, o elfo Arondir desenvolveu um relacionamento próximo com a curandeira humana Bronwyn. Juntos, eles descobrem que a cidade de Horden foi destruída, enquanto o filho de Bronwyn, Theo, encontra uma espada quebrada com a marca de Sauron. Perto de Valinor, Galadriel decide voltar e continuar a busca por Sauron, saltando do navio para os Mares Separadores. Ao mesmo tempo, dois curiosas Pé-Peludos, Nori Brandepé e Poppy Proudfellow, descobrem um homem estranho dentro de uma cratera de meteoro. |              |                                                                           |                      |                                                                                      |                        |
| 2 | 2            | "Adrift" "À Deriva" (BR/PT)                                               | J. A. Bayona         | Gennifer Hutchison                                                                   | 1 de setembro de 2022  |
| Nadando de volta à Terra-média, Galadriel encontra uma jangada com sobreviventes humanos de um naufrágio. Eles são atacados por uma criatura marinha e apenas um sobrevive, Halbrand das Terras do Sul, que explica que está fugindo dos Orcs. Ele e Galadriel trabalham juntos para sobreviver a uma tempestade. Nori e Poppy mantêm o Estranho em segredo dos outros Pé-Peludos e lhe dão comida e abrigo. Ele não fala a língua deles, mas usa vaga-lumes e magia aparente para indicar que está procurando uma constelação de estrelas que Nori não reconhece. Arondir investiga túneis sob Horden e é capturado. Bronwyn retorna à sua própria cidade, Tirharad, onde um Orc ataca ela e Theo. Eles o matam e usam sua cabeça como prova de perigo para convencer o resto da cidade a sair. Gil-galad envia o meio-elfo Elrond para ajudar o grande ferreiro élfico Celebrimbor, que está planejando construir uma nova e poderosa forja. Elrond sugere que eles procurem a ajuda dos Anões, e vai até seu amigo o príncipe Durin IV em Khazad-dûm. Durin está zangado porque Elrond não o visita há 20 anos, mas sua esposa Disa o convence a ouvir a proposta de Elrond. |              |                                                                           |                      |                                                                                      |                        |
| 3 | 3            | "Adar" "Adar" (BR/PT)                                                     | Wayne Che Yip        | Jason Cahill & Justin Doble                                                          | 9 de setembro de 2022  |
| Galadriel e Halbrand são apanhados no mar em um navio capitaneado por Elendil e levados para a ilha de Númenor, o reino bastião dos Homens. Embora sua história seja compartilhada por Homens e Elfos, os líderes de Númenor negam o pedido de Galadriel de um navio de volta à Terra-média e a designam para ficar no reino, pensando que sua chegada é um mau presságio. Ela escapa de seu cativeiro e viaja com Elendil para uma biblioteca de conhecimento, onde descobre que a marca de Sauron é na verdade um mapa das Terras do Sul. Halbrand, no entanto, entra em uma briga com plebeus Númenorianos e é preso. Galadriel chega e dá a ele um arquivo da biblioteca, indicando sua verdadeira identidade como rei das Terras do Sul. Nas Terras do Sul, Arondir foi capturado por orcs e levado para um acampamento de construção para criar passagens subterrâneas que permitiriam aos orcs viajar à luz do dia. Os prisioneiros se revoltam, mas a escaramuça termina em vão, já que a maioria é morta, exceto Arondir, que é levado ao líder orc conhecido como "Adar". Em outros lugares, os Pés-peludos se preparam para sua migração sazonal, mas o místico Estranho interrompe sua festa de lembrança dos Pés-peludos perdidos em migrações anteriores. Contra muitos desejos, Nori permanece leal ao Estranho e diz que eles devem trabalhar juntos: eles o ajudam a encontrar sua constelação enquanto ele os ajuda a migrar sua caravana devido ao pai de Nori estar ferido. |              |                                                                           |                      |                                                                                      |                        |
| 4 | 4            | "The Great Wave" "A Grande Onda" (BR) "A Grande Vaga" (PT)                | Wayne Che Yip        | Stephany Folsom and J. D. Payne & Patrick McKay                                      | 16 de setembro de 2022 |
| Míriel tem um sonho vívido com a destruição de Númenor por um maremoto. O Chanceler Pharazôn encoraja a discórdia entre os Númenorianos e os Elfos. Halbrand aconselha manipulativamente Galadriel, depois Pharazôn. Míriel mostra a Galadriel a visão da destruição de Númenor em uma palantír. Galadriel convence Míriel a fazer uma guerra contra os Orcs nas Terras do Sul e os preparativos para a guerra começam. Isildur e seus amigos são expulsos da Academia Naval, mas se juntam ao esforço de guerra. Adar parece ser um elfo com cicatrizes dos Dias Antigos. Adar libera Arondir para oferecer uma oferta de rendição aos humanos que se refugiam na torre Orc. Os Orcs descobrem que o antigo artefato do punho da espada maligna que eles procuram está na torre. Os anões encontraram mithril e o mantêm em segredo, mas Elrond descobre a mina. O Rei Durin III envia o Príncipe Durin IV para descobrir o que os Elfos de Lindon estão fazendo. |              |                                                                           |                      |                                                                                      |                        |
| 5 | 5            | "Partings" "Partidas" (BR) "Despedidas" (PT)                              | Wayne Che Yip        | Justin Doble                                                                         | 23 de setembro de 2022 |
| Enquanto protege Nori e os outros Pé-Peludos de uma matilha de lobos, o estranho fere seu braço devido à sua própria magia. Ele cura usando água gelada conjurada, mas explode Nori com uma onda de choque, assustando-a. Em Númenor, Galadriel convence Halbrand a se juntar à expedição à Terra-média depois de recontar suas batalhas e derrotas contra Sauron. Ao mesmo tempo, Kemen, filho de Pharazôn, tenta destruir os navios da expedição, acreditando que Galadriel e Míriel levarão a queda e o próprio Pharazôn terá o apoio do povo. No entanto, ele é pego por Isildur, que é recompensado com um lugar na tripulação da expedição. Em Lindon, Gil-galad revela a Elrond seu conhecimento e intenção de usar o mithril anão para estender a existência dos elfos. Elrond admite esta descoberta a Durin, e eles retornam a Khazad-dûm para tentar convencer o Rei Durin. Nas Terras do Sul, metade das pessoas da cidade cedem às exigências de Adar e se juntam a ele, acreditando que ele seja Sauron. Theo mostra a espada quebrada para Arondir, que percebe que é uma chave para ajudar a transformar as Terras do Sul no reino do mal de Sauron. Vendo sua torre de vigia como um alvo, os habitantes restantes da cidade se preparam para a batalha contra o exército de Orcs que se aproxima. |              |                                                                           |                      |                                                                                      |                        |
| 6 | 6            | "Udûn" "Udûn" (BR/PT)                                                     | Charlotte Brändström | Justin Doble                                                                         | 29 de setembro de 2022 |
| A metade da cidade que não cedeu a Adar planeja uma emboscada para atrasar o seu exército. Arondir permanece escondido dentro de Ostirith, quando o inimigo e seu exército chegam, a torre está abandonada. Quando Arondir toma partido, seus ataques culminam na derrubada da torre sobre os Orcs e em seguida foge para dar sequência em seu plano de batalha. Enquanto isso, Isildur e Galadriel conversam dentro do navio e curiosa sobre a mãe de Isuldur, pergunta à Elendil o que aconteceu com ela. De volta a Tirharad, os remanescentes do vilarejo preparam o próximo passo a fim de capturar o restante dos Orcs que estão sedentos pela espada. Durante o ataque, eles conseguem concluir seus planos, mas percebem que na verdade estavam lutando contra seu próprio povo. Assim, eles recebem o verdadeiro ataque dos Orcs e tentam se proteger na taverna, porém, é logo invadida. Adar questiona Arondir sobre a espada enquanto mata os sobreviventes, mas Arondir não fala até que Bronwyn é ameaçada e seu filho Theo fala. Quando os inimigos acreditam que conseguiram o que queriam, Galadriel, Halbrand e o exército de Númenor chegam para atacá-los. Após serem derrotados, Galadriel impede que Halbrand mate Adar. Como prisioneiro, é questionado sobre a existência e planos de seu mestre, Sauron. Adar se mantém resoluto respondendo que Sauron foi morto por ele. Galadriel não acredita e se revolta, confiando a espada nas mãos de Arondir que então entrega à Theo para que se livrasse da tentação e desse para a Rainha Regente. Theo ao abrir o pano que a protege percebe que na verdade é um machado. A verdadeira espada está na verdade com Waldreg que aciona o mecanismo de Ostirith, assim liberando a água da represa e culminando na desolação das terras do sul com uma erupção de Orodruin que formará Udun. |              |                                                                           |                      |                                                                                      |                        |
| 7 | 7            | "The Eye" "O Olho" (BR/PT)                                                | Charlotte Brändström | Jason Cahill                                                                         | 7 de outubro de 2022   |
| Os aldeões sobreviventes fogem do Tirharad em chamas. Miriel perdeu a visão e Isildur está desaparecido. Miriel promete a Galadriel mais apoio númenoriano. Galadriel escolta Halbrand ferido até Lindon para receber remédios élficos. Em outro lugar, a caravana de Nori descobre que seu bosque de destino foi destruído pela erupção do Orodruin. A tentativa do estranho de consertar uma árvore parece falhar e ele vai embora. No dia seguinte, todo o bosque voltou a crescer. Enquanto os Pé-Peludos se alegram, eles encontram um trio misterioso que está em busca do estranho. Após uma tentativa fracassada de Nori de enganá-los, o trio queima as caravanas dos Pé-Peludos. Percebendo o perigo, eles partiram para avisar o estranho. Enquanto isso, em Khazad-dûm, Elrond oferece um acordo pelo mithril anão, mas o rei Durin III recusa, dizendo que a Era Élfica acabou. Quando Elrond parte, o príncipe Durin testemunha a capacidade de mithril de curar a praga élfica em uma folha. Ele traz Elrond de volta e começa a extrair o minério ele mesmo. Assim que ele atinge uma grande veia de mithril, o Rei Durin chega. Ele baniu Elrond, despojou o príncipe Durin de sua realeza e selou a mina de mithril, sem perceber que um Balrog foi despertado. As terras do sul destruídas é renomeada como "Mordor". |              |                                                                           |                      |                                                                                      |                        |
| 8 | 8            | "Alloyed" "A Liga" (BR/PT)                                                | Wayne Che Yip        | Gennifer Hutchison e J. D. Payne & Patrick McKay                                     | 14 de outubro de 2022  |
| Galadriel e um Halbrand ferido chegam a Eregion. Halbrand dá a Celebrimbor a ideia de forjar o mithril com outros metais para aumentar sua força. Galadriel fica desconfiada e verifica as linhagens reais das Terras do Sul. No Oriente, o Estranho encontra o misterioso trio, que o cumprimenta como "Lorde Sauron", a quem eles prometem servir. Nori e os Pé-Peludos conseguem roubar o cajado mágico do líder, que o Estranho usa para banir o trio na escuridão. Eles percebem que o Estranho não é Sauron, mas um dos Istari. Em Eregion, Galadriel confronta Halbrand com sua descoberta de que ele não é um rei das Terras do Sul e ele revela ser Sauron. Ela recusa sua oferta para se tornar sua rainha e governar a Terra-média. Sauron domina Galadriel e foge para Mordor. Galadriel, Elrond e Celebrimbor forjam os Três Anéis. Elendil e Míriel voltam a Númenór para descobrir que o rei Tar-Palantir morreu. De volta aos Pé-Peludos, o Estranho e Nori decidem deixar o grupo e viajar para o leste, para Rhûn. Sem saber qual caminho seguir, o Estranho escolhe uma direção com base no cheiro doce no ar, aconselhando que, na dúvida, "sempre siga seu nariz". |              |                                                                           |                      |                                                                                      |                        |

### 2ª temporada (2024)
| N.º na série | N.º na temp. | Título                                                                                     | Dirigido por                         | Escrito por                              | Lançamento             |
| --- | ------------ | ------------------------------------------------------------------------------------------ | ------------------------------------ | ---------------------------------------- | ---------------------- |
| 9 | 1            | "Elven Kings Under the Sky" "Os Élficos Reis Sob o Céu" (BR) "Reis Élficos Sob o Céu" (PT) | Charlotte Brändström                 | Gennifer Hutchison                       | 29 de agosto de 2024   |
| No alvorecer da Segunda Era, o Lorde das Trevas Sauron é aparentemente morto por um exército de Orcs e seu líder, Adar, mas seu espírito perdura e forma um novo corpo ao longo de milhares de anos. Tomando o nome de "Halbrand", ele ajuda os Elfos a forjar três Anéis de Poder antes que sua identidade seja revelada. O Alto Rei Gil-galad acredita que eles não têm escolha a não ser usar os anéis contra Sauron enquanto seu arauto, Elrond, se opõe. Elrond escapa com os anéis e os leva para Círdan, o Elfo mais velho e sábio da Terra-média, que concorda em ajudar até que ele veja os anéis e acredite que eles sejam a verdadeira perfeição. Círdan, Galadriel e Gil-galad os colocam e o poder dos Elfos é restaurado. O Estranho — um Mago que está recuperando suas memórias — e a pé-peluda Nori Brandyfoot se perdem em seu caminho para a terra de Rhûn. Eles são seguidos pela amiga de Nori, Poppy Proudfellow, que traz mapas dos pé-peludos para ajudá-los a encontrar o caminho. Em Mordor, Halbrand é levado a Adar e revela que Sauron retornou. Ele se oferece para ir a Eregion — o reino élfico onde os anéis foram forjados — enquanto Adar levanta seu exército para atacar Sauron.                      |              |                                                                                            |                                      |                                          |                        |
| 10 | 2            | "Where the Stars are Strange" "Onde as Estrelas são Estranhas" (BR/PT)                     | Charlotte Brändström & Louise Hooper | Jason Cahill                             | 29 de agosto de 2024   |
| A erupção em andamento do Monte da Perdição causa um terremoto no reino anão de Khazad-dûm que destrói sua infraestrutura e leva ao definhamento de suas plantações. O rei Durin III e seu filho, o príncipe Durin IV, se recusam a se reconciliar apesar da crise. Galadriel tem uma visão da morte de Celebrimbor e pede para ir para Eregion. Gil-galad concorda se Elrond liderar sua companhia, e Círdan convence o relutante Elrond de que seria melhor para ele guiar seus amigos em vez de abandoná-los. Em Rhûn, um Mago das Trevas envia um grupo de cavaleiros para capturar o Estranho. Usando um cajado que ele encontra, o Estranho invoca uma tempestade de areia que afasta os cavaleiros. Ele perde o controle, o cajado se desintegra e a tempestade joga Nori e Poppy para longe. Sauron se apresenta como Halbrand nos portões de Eregion e se recusa a sair. Embora tenha prometido a Galadriel que nunca mais falaria com Halbrand, Celebrimbor não sabe que ele é Sauron e eventualmente se aproxima dele. Halbrand convence Celebrimbor de que ele é Annatar, o "Senhor dos Presentes", um emissário dos Valar que veio para ajudar a fazer Anéis de Poder para anões e homens.                                    |              |                                                                                            |                                      |                                          |                        |
| 11 | 3            | "The Eagle and the Sceptre" "A Águia e o Cetro" (BR/PT)                                    | Charlotte Brändström & Louise Hooper | Helen Shang                              | 29 de agosto de 2024   |
| Embora Isildur seja dado como morto na erupção do Monte da Perdição, seu cavalo Berek o encontra vivo em um ninho de aranhas gigantes e o ajuda a escapar. Em seu caminho para Pelargir, uma antiga colônia númenórea, Isildur se depara com uma jovem chamada Estrid que secretamente carrega a marca de Adar. Eles são atacados por Homens Selvagens que roubam Berek, e são salvos pelo elfo Arondir que está de luto pela perda de Bronwyn, a mulher que ele amava. O filho de Bronwyn, Theo, rejeita as tentativas de Arondir de confortá-lo e se oferece para ajudar Isildur a roubar Berek de volta. Enquanto eles estão fazendo isso, Theo e os Homens Selvagens são capturados por algo desconhecido. Em Númenor, a irmã de Isildur, Eärien, causa indignação quando revela que a rainha regente Míriel tem usado um palantír élfico (bola de cristal). Uma Grande Águia chega à coroação de Míriel — após a morte de seu pai, o rei Tar-Palantir — e Lorde Belzagar, um apoiador do primo de Míriel, Pharazôn, afirma que este é um sinal de apoio a Pharazôn. Celebrimbor e Annatar pedem mithril aos anões para que eles possam fazer mais Anéis de Poder. Durin III fornece, apesar da desconfiança de Durin IV em Annatar.   |              |                                                                                            |                                      |                                          |                        |
| 12 | 4            | "Eldest" "O Mais Velho" (BR) "O Ancião" (PT)                                               | Louise Hooper & Sanaa Hamri          | Glenise Mullins                          | 5 de setembro de 2024  |
| Elrond e Galadriel partem para Eregion. Eles chegam a uma ponte que foi destruída por um raio e são forçados a tomar um caminho mais perigoso. O Estranho conhece um homem misterioso chamado Tom Bombadil enquanto Nori e Poppy encontram uma comunidade de pé-peludos chamados Stoors vivendo em um cânion deserto. Os pé-peludos são descendentes de um Stoor que deixou Rhûn em busca do Sûzat, um lugar de colinas verdes que ele sonhou que poderia ser o lar dos pé-peludos. Arondir deduz que Estrid é um dos Homens Selvagens. Ela ganha de volta a confiança de Isildur quando ele e Arondir são sugados para um poço de lama habitado por uma criatura sem nome e ela os ajuda a libertá-los. Eles são confrontados por dois Ents que capturaram Theo e os Homens Selvagens em vingança pela derrubada de árvores pelos Homens Selvagens e pelo exército de Adar. Arondir promete proteger a floresta e os Ents libertam seus prisioneiros; um dos Homens Selvagens é Hagen, o noivo de Estrid. Depois de lutar contra Barrow-wights, Elrond e Galadriel encontram o exército de Adar. Galadriel dá seu anel, Nenya, para Elrond e diz a ele para avisar Gil-galad. Galadriel fica para segurar os Orcs e é capturada por Adar. |              |                                                                                            |                                      |                                          |                        |
| 13 | 5            | "Halls of Stone" "Recinto Rochoso" (BR) "Salão de Pedras" (PT)                             | Louise Hooper & Sanaa Hamri          | Nicholas Adams                           | 12 de setembro de 2024 |
| Durin III usa um dos novos Anéis de Poder para ajudar a reconstruir a infraestrutura dos Anões e trazer a luz do sol de volta para Khazad-dûm. O anel também deixa o rei ganancioso, e ele ignora um aviso de Disa de que eles poderiam estar despertando algo maligno que vive sob as minas. Em Eregion, Annatar insiste que eles comecem a trabalhar nos Anéis de Poder para Homens, mas Celebrimbor se recusa a se envolver. Quando Durin IV expressa suas preocupações sobre os anéis dos Anões para Celebrimbor, Annatar sugere que os impactos negativos estão sendo causados por Celebrimbor mentindo para Gil-galad sobre fazer mais anéis. Celebrimbor concorda em ajudar a fazer anéis para Homens em uma tentativa de redimir seu trabalho nos anéis dos Anões. O novo rei de Númenor, Ar-Pharazôn, encarrega seu filho Kemen de reprimir os membros dos Fiéis que permanecem leais a Míriel. Kemen interrompe um serviço memorial que os membros dos Fiéis estão realizando, levando a uma briga com o amigo de Isildur, Valandil, que termina com Kemen matando Valandil. O pai de Isildur, Elendil, é culpado por começar um motim e é preso. Elrond chega em Lindon e avisa Gil-galad.                                      |              |                                                                                            |                                      |                                          |                        |
| 14 | 6            | "Where Is He?" "Onde Ele Está?" (BR/PT)                                                    | Sanaa Hamri                          | Justin Doble                             | 19 de setembro de 2024 |
| Celebrimbor se concentra em fazer anéis para os homens. Annatar se oferece para cuidar da administração de Eregion e lhe dá um recipiente que ele alega conter mithril. Fora da cidade, Adar diz a Galadriel que a coroa do mestre de Sauron, Morgoth, foi capaz de destruir a forma física anterior de Sauron. Ele acredita que juntos, a coroa e os Anéis Élficos de Poder poderiam destruir Sauron para sempre. Elendil se recusa a jurar lealdade a Ar-Pharazôn e é sentenciado a um julgamento pelo abismo, no qual ele seria jogado no mar para enfrentar um monstro marinho chamado Verme do Mar. Míriel reivindica o direito de ser julgada no lugar de Elendil; o Verme do Mar poupa sua vida e os Fiéis a aclamam como a "Rainha do Mar". Tom leva o Estranho para uma floresta de árvores mortas, onde ele deve encontrar um cajado mágico. O Estranho tem uma visão de Nori e Poppy sendo ameaçadas pelo Mago das Trevas e deve decidir entre ajudar seus amigos e cumprir seu destino. Galadriel percebe que Sauron atraiu o exército de Adar para Eregion porque ele não tem um próprio. Adar ignora as preocupações dela e começa a sitiar Eregion.                                                                         |              |                                                                                            |                                      |                                          |                        |
| 15 | 7            | "Doomed to Die" "Que a Morte Escolheu" (BR) "Condenado a Morrer" (PT)                      | Charlotte Brändström                 | J. D. Payne & Patrick McKay Justin Doble | 26 de setembro de 2024 |
| Os orcs miram seus trabucos nas montanhas além da cidade, causando um deslizamento de pedras que bloqueia o rio e permite que eles ataquem as muralhas da cidade a pé. Elrond vai até Khazad-dûm e pede a Durin IV para enviar ajuda para Eregion. Durin IV decide não fazê-lo quando Durin III tenta minerar mais mithril, o que poderia despertar o mal que vive sob a mina. Enquanto Celebrimbor cria nove Anéis de Poder para Homens, ele percebe sinais de que está preso em uma ilusão. Ele confronta Annatar, que acaba com a ilusão e revela que Celebrimbor fez os nove anéis usando o sangue de Sauron em vez de mithril. Elrond, Gil-galad e as forças de Lindon chegam e atacam os orcs. Naquela noite, Galadriel escapa com a ajuda de Arondir, que seguiu a trilha dos orcs. A dupla se esgueira para Eregion. Celebrimbor tenta escapar com os nove anéis e encontra Galadriel, que os pega enquanto Celebrimbor fica para atrasar Sauron. Conforme o sol nasce, um pequeno número de elfos se depara com uma nova onda de orcs liderados por Adar. Elrond fica desapontado quando Durin IV não chega. Adar esfaqueia Arondir e toma Nenya de Elrond.                                                                       |              |                                                                                            |                                      |                                          |                        |
| 16 | 8            | "Shadow and Flame" "Sombra e Chama" (BR/PT)                                                | Charlotte Brändström                 | J. D. Payne & Patrick McKay              | 3 de setembro de 2024  |
| Durin III é atacado pelo Balrog que vive abaixo da mina de mithril. Ele nomeia Durin IV rei antes de lutar enquanto a caverna desaba. O Estranho confronta o Mago das Trevas e rejeita sua oferta de suplantar Sauron. O Mago das Trevas destrói o cânion, forçando os Stoors a migrarem; Nori e Poppy se juntam a eles. O Estranho encontra um cajado no cânion e acredita que ele será conhecido como "Gandalf". Ar-Pharazôn descobre pelo palantír que Halbrand é na verdade Sauron e acusa Míriel de se alinhar a ele, desacreditando os resultados de seu julgamento. Todos os Fiéis são presos, exceto Elendil, que escapa para o oeste da ilha com a espada Narsil. Kemen reivindica Pelargir como um posto militar avançado. Isildur pede a Estrid para retornar a Númenor com ele, mas Kemen não permite isso e Isildur deixa Estrid com Hagen. Em Eregion, Sauron tortura e mata Celebrimbor e toma os nove anéis de Galadriel enquanto Adar é morto por Orcs desiludidos. Durin IV envia seu exército para ajudar os Elfos, permitindo que os sobreviventes escapem para um vale ao norte da cidade, onde eles resolvem se posicionar contra Sauron.                                                                            |              |                                                                                            |                                      |                                          |                        |

## Produção

### Desenvolvimento

#### Negociação e anúncio
Em julho de 2017, um processo foi encerrado entre a Warner Bros., a empresa por trás dos filmes de O Senhor dos Anéis e O Hobbit, e Tolkien Estate, a propriedade do autor J. R. R. Tolkien que publicou livros no qual os filmes foram baseados. Com os dois lados "em melhores termos" após o acordo, eles começaram a comprar uma série de televisão em potencial baseada nos livros de O Senhor dos Anéis de Tolkien para várias emissoras, incluindo Amazon, Netflix e HBO. Em setembro, a Amazon emergiu como pioneira e entrou nas negociações para a série. Em um movimento incomum para desenvolvimentos de programação no estúdio, o CEO da Amazon, Jeff Bezos, esteve pessoalmente envolvido nas negociações; Bezos havia dado anteriormente à Amazon Studios um mandato para desenvolver uma série de fantasia de escala comparável a Game of Thrones da HBO que fez da Amazon a principal candidata para o projeto.
Em 13 de novembro de 2017, a Amazon fechou um acordo para adquirir os direitos globais de televisão dos livros. Custam cerca de 250 milhões de dólares, antes de quaisquer custos de desenvolvimento ou produção. Comentaristas da indústria descreveram esse valor como "insano", especialmente porque a Amazon concordou em pagar pelos direitos sem que nenhum talento criativo fosse vinculado ao projeto. Como parte do acordo, o serviço de streaming Amazon Prime Video deu um compromisso de várias temporadas com a série que se acreditava ser de cinco temporadas, com a possibilidade de criar uma série spin-off também. Esperava-se que o orçamento ficasse na faixa de 100–150 milhões de dólares por temporada, e provavelmente ultrapassaria 1 bilhão de dólares, mas a primeira temporada já foi custeada em U$ 465 milhões, o que a tornaria a série de televisão mais cara já feita. Amazon Studios queria produzir a série por conta própria, então a Warner Bros. Television não estaria envolvida no projeto, com a Amazon trabalhando com Tolkien Estate and Trust, HarperCollins e New Line Cinema. A New Line, divisão da Warner Bros. que produziu os filmes, foi incluída no negócio devido ao potencial da série de usar material dos filmes. A série é uma prequela dos eventos de O Senhor dos Anéis, retratando "histórias anteriormente inexploradas" baseadas nas obras de Tolkien, com algumas restrições criativas impostas à série pelo Tolkien Estate. O negócio estipulou que a produção da série começaria dentro de dois anos.
Fazendo um balanço do que foi a primeira temporada, o executivo Vernon Sanders, presidente Global de TV do Amazon Studios, disse que todo o investimento feito na série valeu a pena: "Foi um tremendo sucesso para nós", afirmou, em entrevista. "A série teve um desempenho incrivelmente bom no mundo inteiro. É de longe a nossa maior série já feita, o programa mais lucrativo que lançamos. Foi um sucesso para toda a empresa [Amazon]. E, por mais significativo que tenha sido nosso investimento inicial [na série], valeu a pena para nós."

#### Equipe criativa
Em abril de 2018, o diretor de filmes O Senhor dos Anéis e O Hobbit, Peter Jackson, começou a discutir seu envolvimento potencial na série com a Amazon, mas em junho foi confirmado que ele não estaria envolvido na série. Mais tarde naquele mês, a chefe do Amazon Studios, Jennifer Salke, disse que as discussões com Jackson estavam em andamento sobre quanto envolvimento ele teria na série. Ela acrescentou que o acordo para a série só havia sido fechado oficialmente cerca de um mês antes, e o estúdio estava se reunindo com muitos escritores diferentes sobre o projeto. Eles pretendiam ter um plano de jogo para a série e uma equipe de redação definida "muito em breve", com a esperança de que a série pudesse estrear em 2021. Amazon contratou os escritores JD Payne e Patrick McKay para desenvolver a série em julho. Em dezembro daquele ano, Jackson afirmou que ele e seus parceiros de produção iriam potencialmente ler os roteiros da série e oferecer notas aos escritores, mas de outra forma não estariam envolvidos no projeto. Ele afirmou: "Desejo-lhes tudo de bom e se pudermos ajudá-los, certamente iremos tentar". Jackson também expressou entusiasmo por poder assistir a uma adaptação de Tolkien como um membro do público, depois de não poder ter essa experiência com os filmes que fez.
Bryan Cogman se juntou à série como consultor em maio de 2019, após assinar um acordo geral com a Amazon. Cogman atuou anteriormente como escritor em Game of Thrones e foi definido para trabalhar ao lado de Payne e McKay no desenvolvimento da nova série. Em julho, J. A. Bayona foi contratado para dirigir os dois primeiros episódios da série e atuar como produtor executivo ao lado de seu parceiro de produção Belén Atienza. Mais tarde naquele mês, os criadores de Game of Thrones David Benioff e D. B. Weiss estavam em discussões com vários meios de comunicação sobre a assinatura de um acordo geral, incluindo a Amazon, que estava interessada em ter a dupla como consultora sobre O Senhor dos Anéis; eles finalmente assinaram um acordo com a Netflix. No final de julho, a Amazon anunciou que Payne e McKay serviriam como showrunners e produtores executivos da série, e revelou toda a equipe criativa que estava trabalhando no projeto: os produtores executivos Bayona, Atienza, Bruce Richmond, Gene Kelly, Lindsey Weber e Sharon Tal Yguado; o co-produtor Ron Ames; a figurinista Kate Hawley; o designer de produção Rick Heinrichs; supervisor de efeitos visuais Jason Smith; e o ilustrador / artista conceitual John Howe, um dos principais designers conceituais dos filmes. Além disso, foi revelado que o estudioso de Tolkien Tom Shippey estava trabalhando na série. Acreditava-se que ele não estava mais envolvido no projeto em abril de 2020, mas outros estudiosos de Tolkien e "especialistas em tradição" permaneceram envolvidos.
Após o desenvolvimento da primeira temporada, Cogman deixou a série para se concentrar no desenvolvimento de novos projetos. Kelly também deixou a série, com Callum Greene ingressando como novo produtor executivo. Greene atuou anteriormente como produtor em O Hobbit: The Desolation of Smaug (2013). Em março de 2021, Wayne Che Yip foi anunciado como diretor de quatro episódios da série, e foi definido como co-produtor executivo. Charlotte Brändström ingressou como diretora em mais dois episódios em maio.

#### Locais de produção
Salke disse em junho de 2018 que a série poderia ser filmada na Nova Zelândia, onde os filmes foram produzidos, mas a Amazon também estava disposta a filmar em outros países, desde que pudessem "fornecer essas locações de uma forma realmente autêntica, porque nós queremos para parecer incrível". A pré-produção da série começou naquela época em Auckland enquanto a localização da série também ocorreu na Escócia, com áreas visitadas pela produção, incluindo a Ilha de Skye, Portpatrick, Scourie, Perthshire e Loch Lomond. Amazon e Creative Scotland conversaram sobre a produção da série baseada em novos estúdios que estavam em construção em Leith, Edimburgo. Em dezembro, a Amazon realizou uma "reunião de crise" com David Parker, então Ministro de Desenvolvimento Econômico da Nova Zelândia, depois que o estúdio ameaçou tirar a produção do país devido à falta de espaço disponível no estúdio em Auckland. Durante a reunião, Parker disse à Amazon que eles eram bem-vindos na Nova Zelândia e que o governo do país queria que eles fizessem a série lá, mas ele não propôs nenhum acordo especial para a série porque "você não quer essas coisas a qualquer custo; você os querem em condições que sejam boas para a Nova Zelândia". A Bolsa para Produção de Cinema da Nova Zelândia, que fornece até 25 por cento de reembolso em impostos para produções internacionais, foi oferecida à Amazon para a série.
As filmagens foram confirmadas informalmente para acontecer na Nova Zelândia no final de junho, com os aluguéis entrando em vigor no Kumeu Film Studios e Auckland Film Studios em julho. Auckland foi escolhida como o principal local de filmagem no país, em vez de Wellington, onde os filmes de O Senhor dos Anéis foram produzidos, porque os estúdios usados para produzir os filmes em Wellington estavam sendo usados pelos filmes de Avatar na época em que a produção para a série estava programada para começar. A decisão da Amazon de filmar na Nova Zelândia foi supostamente influenciada pelas garantias do governo da Nova Zelândia de que o país estava seguro para filmar após os tiroteios na mesquita de Christchurch em março de 2019, bem como pela preocupação com os efeitos potenciais do Brexit na Escócia. Embora a produção tenha sido marcada para ocorrer principalmente em Auckland, outras filmagens deveriam ocorrer em Queenstown e em outros locais da Nova Zelândia. A Amazon anunciou oficialmente que a série seria filmada na Nova Zelândia em setembro de 2019, após a conclusão das negociações com o Governo da Nova Zelândia e a New Zealand Film Commission, bem como com o Auckland Tourism, Events and Economic Development (ATEED). O estúdio disse que as filmagens da série estavam programadas para começar "nos próximos meses", com alguns locais específicos ainda sendo discutidos de acordo com a ATEED. Payne e McKay explicaram que ao escolher o local principal da série, eles e a equipe de produção precisavam de "algum lugar majestoso, com costas, florestas e montanhas imaculadas" que também pudesse atender aos requisitos de produção da série.
A Amazon assinou dois Memorandos de Entendimento em dezembro de 2020 com a Comissão de Cinema da Nova Zelândia, Turismo da Nova Zelândia e o Ministério de Negócios, Inovação e Emprego (MBIE) para obter acesso ao reembolso total de 25 por cento de imposto oferecido pela New Zealand's Major Screen Production Grant. Todas as produções de cinema e televisão do país recebem automaticamente um desconto de 20 por cento nos impostos, com produções que oferecem "benefícios econômicos significativos" podendo negociar os 5 por cento adicionais. Um memorando delineava as obrigações gerais da Amazon em troca do reembolso extra, e o outro era específico para a primeira temporada da série. Outros memorandos precisariam ser assinados para temporadas futuras para que o estúdio continuasse a ser elegível para o desconto adicional. O acordo permitiria ao Tourism New Zealand promover o país usando elenco e membros da equipe, filmagens e material de bastidores da série, e esta campanha se alinharia com a estreia da série e a abertura das fronteiras da Nova Zelândia para viagens internacionais após a pandemia de COVID-19; Amazon trabalharia com a Film Commission para ajudar no crescimento do setor de telas do país, e um membro da comissão poderia falar com a mídia na estréia do tapete vermelho da série; e o MBIE supervisionaria um "programa de inovação" administrado pela Amazon para beneficiar empresas e grupos de pesquisa da Nova Zelândia. Os detalhes dos memorandos foram revelados em abril de 2021, embora os funcionários tivessem originalmente a intenção de anunciar o acordo em 22 de setembro, o Dia do Hobbit.

### Roteiro
Uma sala de escritores da série começou a funcionar em Santa Monica em meados de fevereiro de 2019. Salke descreveu extensas medidas de segurança que estavam sendo tomadas para manter os detalhes dos Scripts em segredo, incluindo janelas sendo fechadas com fita adesiva e um guarda de segurança exigindo a liberação das impressões digitais de quem entrava na sala. Além de Payne e McKay, os escritores da série incluem Gennifer Hutchison, Helen Shang, Jason Cahill, Justin Doble, Bryan Cogman e Stephany Folsom, com Glenise Mullins atuando como redatora consultora. A sala dos roteiristas foi programada para ser dissolvida assim que a produção da série começasse, mas seria reconstituída durante a pausa de quatro ou cinco meses nas filmagens que foi agendada após a produção dos dois primeiros episódios. Os escritores deveriam mapear a segunda temporada e escrever a maioria de seus roteiros durante esta pausa na produção.
No início de março de 2019, a Amazon revelou que a série se passaria na Segunda Era da Terra-média, milhares de anos antes da história de O Senhor dos Anéis. Shippey explicou que a série não tinha permissão para contradizer qualquer coisa que Tolkien havia escrito sobre a Segunda Era e teria que seguir os traços gerais de sua narrativa, com o Tolkien Estate preparado para vetar tais mudanças, mas a Amazon estava livre para adicionar personagens ou detalhes para preencher as lacunas entre as obras de Tolkien. A série também tem permissão para adaptar e referenciar conteúdo dos livros do Senhor dos Anéis e seus extensos apêndices, em vez de qualquer um dos outros livros de Tolkien que exploram a Segunda Era, como O Silmarillion. O Tolkien Estate reteve os direitos dos eventos da Primeira Era, enquanto a Middle-earth Enterprises detinham os direitos dos eventos da Terceira Era (como visto nos filmes O Hobbit e O Senhor dos Anéis), então a série também não foi permitida para explorar aqueles. Shippey sentiu que isso deixou a série com "muito espaço para interpretação e invenção livre". Uma sinopse lançada em janeiro de 2021 revelou que os locais da série incluíam as Montanhas Sombrias, a capital dos elfos Lindon e o reino insular de Númenor. Em julho, a Amazon ganhou acesso a certos elementos e passagens de O Silmarillion e Contos Inacabados devido ao Tolkien Estate estar feliz com o desenvolvimento da série até agora.

### Design
Jackson afirmou em dezembro de 2018 que era seu entendimento que a série seria ambientada na mesma continuidade dos filmes, com a Amazon querendo "manter os designs" que foram criados para os filmes. Howe reiterou isso em agosto de 2019, dizendo que os produtores estavam determinados a permanecer fiéis aos designs das trilogias de filmes, bem como ao espírito dos livros. Ao fazer a transição do design para os filmes para o trabalho na série de televisão, Howe afirmou que havia uma diferença orçamentária, mas eles pretendiam que não houvesse diferença estética. Ele acrescentou que o processo de desenvolvimento para a série de televisão foi o mesmo design inicial feito nos filmes, começando com os designs conceituais.
Em 15 de fevereiro de 2023, The Rings of Power foi a série mais premiada na 21ª edição do do VES Awards, o "Oscar" dos efeitos visuais, organizado pela Visual Effects Society. Foram três troféus conquistados: dois pelo episódio "Udûn" e o outro por "Adar".

### Escolha de elenco
Salke declarou em junho de 2018 que, embora a série não fosse um remake dos filmes, incluiria alguns personagens dos filmes. Em julho de 2019, a busca do elenco para a série estava acontecendo em todo o mundo, com diretores de elenco trabalhando nos Estados Unidos, Reino Unido e Austrália. O elenco para figurantes começou na Nova Zelândia naquela época. Markella Kavenagh estava em negociações para retratar um personagem conhecido como "Tyra" no final de julho, um papel regular na série. Will Poulter foi escalado como um dos protagonistas da série, supostamente chamada de "Beldor", em setembro. O papel foi "um dos trabalhos mais cobiçados" para jovens atores de Hollywood antes do casting de Poulter. Maxim Baldry foi escalado para um "papel significativo" em meados de outubro, com Joseph Mawle escalado no final daquele mês. Mawle estaria interpretando o vilão principal da série, "Oren". Em dezembro, Ema Horvath foi escalada para outro papel regular na série; Poulter deixou a série devido a conflitos de agendamento; e Morfydd Clark foi escalada como uma jovem Galadriel, que foi retratada nos filmes por Cate Blanchett.
Robert Aramayo foi escalado para o papel principal da série, substituindo Poulter, no início de janeiro de 2020. Uma semana depois, a Amazon anunciou oficialmente que o elenco principal da série incluiria Aramayo, Owain Arthur, Nazanin Boniadi, Tom Budge, Clark, Ismael Cruz Córdova, Horvath, Kavenagh, Mawle, Tyroe Muhafidin, Sophia Nomvete, Megan Richards, Dylan Smith, Charlie Vickers e Daniel Weyman. O co-diretor de televisão da Amazon, Vernon Sanders, observou que ainda havia alguns papéis importantes a serem preenchidos. Um desses papéis principais foi confirmado para ir para Baldry em março, quando seu contrato para a série foi concluído, depois que ele foi informalmente vinculado à série em outubro de 2019. Em dezembro de 2020, a Amazon anunciou 20 novos membros do elenco para a série: Cynthia Addai-Robinson, Baldry, o novato Ian Blackburn, Kip Chapman, Anthony Crum, Maxine Cunliffe, Trystan Gravelle, Lenny Henry, Assimitha Jayasundera, Fabian McCallum, Simon Merrells, Geoff Morrell, Peter Mullan, Lloyd Owen, Augustus Prew, Peter Tait, Alex Tarrant, Leon Wadham, Benjamin Walker e Sara Zwangobani. Blackburn, Chapman, Crum, Cunliffe, Tait, Tarrant e Wadham são todos neozelandeses, com o restante do elenco vindo da Austrália, Sri Lanka, Reino Unido e Estados Unidos. Payne e McKay descreveram a atualização do elenco como "o culminar de uma busca de vários anos".
Em março de 2021, Budge anunciou que havia deixado a série após filmar vários episódios. Ele explicou que a Amazon revisou os primeiros episódios e decidiu reformular seu personagem, que se dizia ser Celebrimbor. Charles Edwards, Will Fletcher, Amelie Child-Villiers e Beau Cassidy foram adicionados ao elenco da primeira temporada em julho.

### Filmagens
A leitura da mesa com o elenco começou na Nova Zelândia em meados de janeiro de 2020, antes do início das filmagens no início de fevereiro, com Bayona dirigindo os dois primeiros episódios. A produção começou em Auckland, principalmente em Kumeu Film Studios e Auckland Film Studios. Enquanto ensaiava uma acrobacia em Kumeu em 7 de fevereiro, a dublê Elissa Cadwell se feriu ao bater a cabeça ao cair em um tanque de água. A Amazon analisou o incidente e notificou o regulador de saúde e segurança no local de trabalho da Nova Zelândia, WorkSafe, em 14 de fevereiro. Naquela época, Caldwell estava se recuperando de seus ferimentos depois de ser tratada no hospital. A Amazon pagou a Caldwell NZ$500,000 que foi em parte para ajudá-la a voltar para casa na Austrália.
As filmagens em locações aconteceram nos arredores de Auckland em fevereiro. As filmagens dos dois primeiros episódios deveriam continuar até maio, com um intervalo de produção de quatro ou cinco meses planejado, durante o qual as filmagens dos dois episódios seriam revisadas e a escrita da segunda temporada começaria. A produção foi programada para retomar em meados de outubro e continuar até o final de junho de 2021. No entanto, as filmagens foram suspensas indefinidamente em meados de março de 2020 devido à pandemia de COVID-19, com cerca de 800 pessoas tanto do elenco e membros da equipe informados para ficar em casa. No início de maio, a maior parte das filmagens dos dois primeiros episódios foi confirmada como concluída antes do fechamento por causa do COVID-19. As filmagens da série foram retomadas sob novas diretrizes de segurança do governo da Nova Zelândia, mas, em vez de completar as filmagens para os dois primeiros episódios naquela época, a paralisação das filmagens seguiu para a parada de produção pretendida, com as filmagens para os dois primeiros episódios programados para serem concluídos assim que as filmagens de outros episódios estivessem prontos para começar.
A série foi uma das sete produções de cinema e televisão que receberam isenções para permitir que membros do elenco e da equipe entrassem na Nova Zelândia enquanto suas fronteiras estavam fechadas para não-neozelandeses devido ao COVID-19. As isenções foram concedidas antes de 18 de junho pelo Ministro do Desenvolvimento Econômico, Phil Twyford, e aplicadas a 93 membros da produção, bem como a 20 familiares. Acredita-se que cerca de 10% da equipe da série não sejam neozelandeses, e muitos deles permaneceram no país durante o lockdown da pandemia e não exigiram isenções. A pré-produção de outros episódios começou em julho de 2020, e as filmagens da série foram retomadas em 28 de setembro. Bayona concluiu as filmagens de seus episódios em 23 de dezembro, com a produção de outros episódios programada para começar em janeiro de 2021, após uma pausa de duas semanas para o Natal. Yip confirmou que começou a filmar seus episódios em março, e Brändström estava na Nova Zelândia para a produção da série quando foi anunciada como diretora em maio.
Walker disse no final de junho que não tinha certeza de quanto tempo mais o elenco seria necessário para ficar na Nova Zelândia, dizendo que o cronograma para a produção era "um pouco nebuloso" e a Amazon iria "nos deixar ir quando estivermos prontos conosco". No início de julho, vários dublês alegaram que um supervisor sênior da produção havia criado um "ambiente desconfortável" que contribuiu para um local de trabalho inseguro, com pelo menos três dublês gravemente feridos no set. Isso incluiu a dublê Dayna Grant, que sofreu um ferimento na cabeça no set em março e foi diagnosticado um aneurisma cerebral e lesão na coluna superior; fãs com financiamento coletivo de NZ$100,000 ajudaram o Grant a pagar pela cirurgia. O chefe de segurança da produção, Willy Heatley, disse que a taxa de lesões foi de 0,065 por cento ao longo dos 16.200 dias de trabalho de dublê na série desde o início das filmagens, e isso se deveu principalmente a "entorses, contusões e distensões de músculos e tecidos moles comuns relacionados a dublês". A Amazon Studios disse que a segurança era uma das principais prioridades da empresa e que eles estavam seguindo todos os regulamentos da WorkSafe. No final de julho, foi relatado que a produção principal da primeira temporada foi concluída em abril de 2021. As filmagens terminaram no início de agosto de 2021.

## Marketing

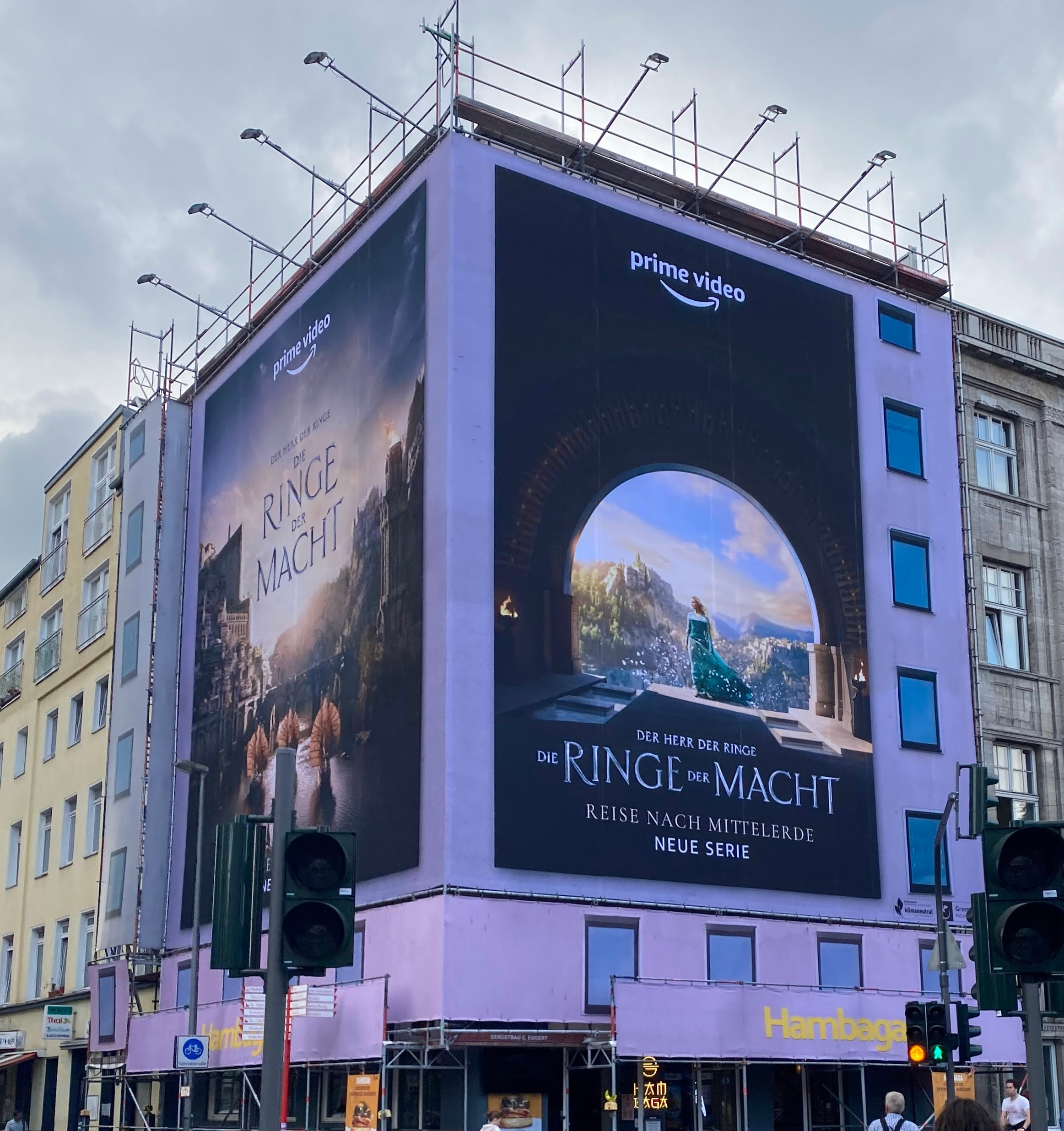
Publicidade em Colônia, Alemanha

A Amazon começou a promover a série nas redes sociais usando vários mapas da Terra-média durante a Segunda Era, bem como trechos dos livros O Senhor dos Anéis. Os mapas foram projetados e criados pelo ilustrador John Howe e supervisionados pelo estudioso de Tolkien, Tom Shippey, para garantir que fossem precisos para as obras de Tolkien. Howe e Shippey passaram muito tempo trabalhando nos mapas, que foram baseados nos mapas de Tolkien de Númenor durante a Segunda Era da Terra-média, bem como em seus mapas da Terceira Era. Apesar de seus esforços, a HarperCollins recebeu reclamações de fãs logo depois que os mapas foram lançados online sobre dois erros cometidos neles.

## Lançamento
A estreia da série aconteceu no serviço de streaming Prime Video, da Amazon, em 1 de setembro de 2022, com novos episódios lançados semanalmente.

## Recepção

### Audiência
A Amazon anunciou que The Rings of Power foi assistido por 25 milhões de espectadores em todo o mundo nas primeiras 24 horas em que os dois primeiros episódios estavam disponíveis no Prime Video. A empresa afirmou que esta foi a maior estreia de todos os tempos para o serviço. Foi a primeira vez que a Amazon declarou publicamente os dados de audiência do Prime Video e a empresa não especificou quanto de um episódio um usuário precisava assistir para contar como espectador. Em dezembro de 2022, a série já tinha sido assistida por mais de 100 milhões de telespectadores em todo o mundo, fazendo desta a série do Prime Video mais assistida de todos os tempos. Vernon Sanders, co-chefe do departamento de televisão da Amazon, chamou isso de "um tremendo sucesso".
Em abril de 2023, Kim Masters da The Hollywood Reporter relatou que, na primeira temporada, apenas 37% dos telespectadores nos Estados Unidos que começaram a série a terminaram, com o número fora da américa do norte sendo de aproximadamente 45%. Salke respondeu que as tentativas de pintar a série como menos que um sucesso não refletiam as discussões internas da Amazon.

### Resposta da crítica
No site de agregação de resenhas Rotten Tomatoes, a série possui um índice de aprovação de 83%, baseado em 489 avaliações de críticos. O consenso da crítica foi: "Pode ainda não ser o único show para governar a todos, mas The Rings of Power encanta com sua apresentação opulenta e interpretação profundamente sentida da Terra Média". Já no Metacritic, que dá notas médias baseado em resenhas dos especialistas, a série recebeu uma nota 71 (de 100), baseado em 40 críticas, indicando uma "recepção geralmente favorável".
Os dois primeiros episódios receberam resenhas majoritariamente positivas dos críticos, com elogios particulares por seu enredo, cinematografia, visual e trilha sonora, com algumas críticas negativas para o ritmo do fluxo da história. Kevin Perry, do The Independent, elogiou a série dizendo que "vasculha os apêndices de 'O Senhor dos Anéis' de J.R.R. Tolkien e aparece com ouro". Darren Franich da Entertainment Weekly expressou uma opinião negativa, chamando-a de "uma espécie de catástrofe" enquanto criticava a caracterização de Galadriel. Escrevendo para a USA Today, Kelly Lawyer disse que "cada frame é repleto de detalhes, e há uma qualidade mágica na cinematografia". Charles Pulliam More da The Verge comentou que a série é "um nocaute absoluto que traz uma nova energia vibrante para a franquia". Alex Stand da IGN diz que "The Rings of Power tem boa atuação de um ótimo elenco e filmagens e produção maravilhosa".
Embora tivesse elogiado a produção geral da série, Ed Power da The Irish Times e do The Daily Telegraph foi crítico do sotaque irlandês afetado dos Pés-Peludos e viu os personagens como uma representação de estereótipos ofensivos do povo irlandês. Outros críticos e publicações irlandeses concordaram, embora alguns tenham criticado menos esse elemento.
O crítico Stuart Heritage, escrevendo para o The Guardian, descreveu The Rings of Power como "inepta". Ele sentiu que, em geral, a série foi mal interpretada por causa da direção inadequada, embora admirasse a atuação de Morfydd Clark. Stuart também achou a trilha sonora "amarelada", a iluminação inadequada e os efeitos visuais variando em qualidade apesar do custo do show.
Alan Sepinwall, da Rolling Stone, comentou que alguém poderia desejar que a série fizesse mais com menos. Houve, ele escreveu, "momentos memoráveis e poderosos", como com os Pés-Peludos, ou a maneira como introduziu Galadriel, ou a amizade de Durin com Elrond, ou a batalha entre Homens e Orcs antes da erupção da Montanha da Perdição. Mesmo assim, em sua opinião, a "conspiração da caixa misteriosa" sobre quem seria Sauron foi exagerada e não realmente envolvente. Sepinwall achou as sequências de ação e noturna muito iluminadas. Ele também sentiu que o programa parecia incerto se estava tentando agradar os fãs de Tolkien ou os novatos.
O ator Bernard Hill, que interpretou o papel de Rei Théoden na trilogia de Peter Jackson, criticou a série, chamando-a de "empreendimento para ganhar dinheiro" e que ele não iria assistir, dizendo que a franquia deveria ter terminado com os três primeiros filmes de Jackson.
Shaun Gunner, o chefe da The Tolkien Society, disse que concordava com a noção de que as respostas à série fora das mídias sociais foram sutis e menos emocionais. Ele afirmou que entre os membros da sociedade, alguns adoraram a série, outros não tinham certeza, mas "muito poucas pessoas estavam apenas a ignorando ... o otimismo cauteloso é provavelmente onde a maioria das pessoas estava".

### Ataques virtuais ao elenco
A série atraiu "debates acirrados" sobre raça no universo de Tolkien. Isso ocorre por meio da escalação de "pessoas de cor" para papéis como Anões, Hobbits e Elfos. O elenco agradou alguns fãs, mas irritou outros que acham que os personagens devem permanecer brancos.  Muitos fãs de Tolkien foram hostis ao elenco e citaram uma declaração atribuída erroneamente ao autor: "O mal não pode criar nada novo, só pode estragar e destruir". O elenco da produção se manifestou contra o racismo dirigido aos atores envolvidos. O autor de fantasia Neil Gaiman, defendendo o elenco, comentou que "Tolkien descreveu os Harfoots como 'de pele mais morena' do que os outros hobbits. Então, acho que qualquer um que resmungue é racista ou sequer leu Tolkien".